# Sáfrányharkály
A sáfrányharkály (Celeus flavus) a madarak (Aves) osztályának harkályalakúak (Piciformes) rendjébe, ezen belül a harkályfélék (Picidae) családjába tartozó faj.

## Előfordulása
Dél-Amerikában Bolívia, Brazília, Kolumbia, Ecuador, Francia Guyana, Guyana, Peru, Suriname és Venezuela területén honos.

## Alfajai
- Celeus flavus flavus (P. L. S. Müller, 1776) - Kolumbia, Venezuela, Ecuador, Brazília és Bolívia
- Celeus flavus peruvianus (Cory, 1919) - Peru északi része
- Celeus flavus subflavus P. L. Sclater & Salvin, 1877 - Brazília
- Celeus flavus tectricialis (Hellmayr, 1922) - Brazília

## Megjelenése
Testhossza 25 centiméter.

## Életmódja
Tápláléka hangyákból és gyümölcsökből áll.